# Ślemię

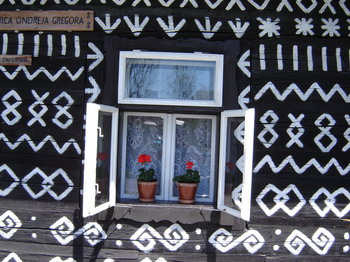
Ślemię dzielące okno

Ślemię – określenie o kilku znaczeniach:
- stała, pozioma poprzeczka dzieląca otwór drzwiowy, okienny lub bramowy na część górną i dolną. Jest połączona z ościeżnicą. Dolna część nazywa się podślemieniem, a górna nadślemieniem[1]. Poprzeczka dzieląca skrzydło na mniejsze kwatery to szczeblina (pot. szpros)[2].
- górna belka oparta na słupach sochach w konstrukcji sochowej[3].